# Symbole-Gesetz
Das Symbole-Gesetz ist ein Gesetz, welches das Verbot der Verwendung von Symbolen der Terrororganisationen Islamischer Staat (IS), Al-Qaida und ihrer Teil- oder Nachfolgeorganisationen in Österreich regelt. Es trat mit 1. Jänner 2015 in Kraft. Das Gesetz wurde im Zuge eines „Anti-Terror-Pakets“ im Nationalrat unter dem Eindruck des vermehrt auch in Europa aufkeimenden Dschihadismus beschlossen.
Mit zwei Änderungen im Jänner 2019 und im Juli 2021 wurden die Symbole zusätzlicher Gruppierungen verboten. Aktuell (Stand August 2021) sind die Symbole folgender Gruppierungen sowie ihrer Teil- und Nachfolgeorganisationen verboten:
- Islamischer Staat (IS) seit 2014
- Al-Qaida seit 2014
- Muslimbruderschaft seit 2019
- Graue Wölfe seit 2019
- Kurdische Arbeiterpartei (PKK) seit 2019
- Hamas seit 2019
- Hisbollah (von 2019 bis 2021 nur deren militärischen Teils)
- sonstigen Gruppierungen, die in Rechtsakten der Europäischen Union als terroristische Vereinigungen, Körperschaften oder sonstige Organisationen angeführt werden
- Ustascha seit 2019
- Identitäre Bewegung Österreich (IBÖ) und ihrer Tarnorganisation Die Österreicher (DO5) seit 2021
- Die Österreicher (DO5) seit 2021
- Hizb ut-Tahrir (HuT) seit 2021
- Kaukasus-Emirat seit 2021
- Revolutionäre Volksbefreiungspartei/-Front (DHKP-C) seit 2021

## Strafbarkeit
Verboten ist es, Symbole der genannten Gruppierungen in der Öffentlichkeit einschließlich unter Zuhilfenahme elektronischer Kommunikationsmittel darzustellen, zur Schau zu stellen, zu tragen oder zu verbreiten. Als Symbole sind auch Abzeichen und Embleme anzusehen. Wer diesem Gesetz zuwiderhandelt, begeht eine Verwaltungsübertretung und ist von der Sicherheitsbehörde I. Instanz (Bezirksverwaltungsbehörde bzw. Landespolizeidirektion) mit Geldstrafe bis zu 10.000 Euro oder mit Freiheitsstrafe bis zu einem Monat, im Wiederholungsfall bis zu 20.000 Euro oder mit Freiheitsstrafe bis zu sechs Wochen zu bestrafen.